# 阿拉特里 (俄罗斯)
阿拉特里（俄語：Алатырь，羅馬化：Alatyrʼ，羅馬化：Ulatăr）是俄羅斯楚瓦什共和國的一座城镇，位於蘇拉河和阿拉特里河的匯流處。
阿拉特里是楚瓦什共和國其中一個最古老的小鎮，座標54°51′N 46°35′E / 54.850°N 46.583°E，面積41.7平方公里，2002年的人口為43,161，人口密度為每平方公里1035人。